# Eskeris
Eskeris, Eskris (dansk) eller Esgrus (tysk) er en landsby og kommune beliggende i det østlige Angel i Sydslesvig. Administrativt hører kommunen under Slesvig-Flensborg kreds i den tyske delstat Slesvig-Holsten. Kommunen samarbejder på administrativt plan med andre kommuner i omegnen i Gelting Bugt kommunefællesskab (Amt Geltinger Bucht). Eskeris er sogneby i Eskeris Sogn. Sognet lå i Ny Herred (Flensborg Amt), da området tilhørte Danmark.

## Geografi
Den nuværende kommune blev dannet i 1973 og består af Adsbøl (Atzbüll), Bojum (Bojum), Berrishave (Birzhaft), Brunsholm, Ellgaard, Eskeris Skovby (Esgrusschauby), en del af Grønholt (Grünholz), Havholt (Haveholz), Grisgaard (Griesgaard), Løgtoft (Lüchtoft), Nygaard (fortysket til Frauenhof, Fruenhof), Rødbjerg (Rottberg), Rørmose (Röhrmoos), Skræpperyde (på dansk også Skræpperi, på tysk Schrepperie), Svaneborg (Schwanburg), Tolslev (Tollschlag), Ulvegrav (Ulegaff) og Vippetorp (Wippendorf).
Jorderne omkring Eskeris er lermuldet og frugtbar. Der er små skovpartier, især ved Eskeris Skovby. Den ved grænsen til Stangled Kommune beliggende Trankær Skov er udpeget som Natura 2000-område. Øst for landsbyen ved Ulegrav udspringer Grimsåen, som munder efter 13 km ved Grimsnæs ud i Slien; ved Vippetorp udspringer åen Lebæk. Ved Brunsholm gods udspringer Bronsbæk (Esgruser Mühlenstrom, Eskeris møllestrøm), som efter 6,5 km udmunder i Lippingå. Bronsbæk har tilløb af Lumbæk. Lumbæk er nævnt første gang 1598. Forleddet er  adj. lum (lunken). Navnet er kendt fra ø-dansk. Muligt er også et oprindelig Lundbæk med udvikling af n til m foran b.
Landsbyen Skræpperyde strækker sig til både Eskeris og Stoltebøl kommuner.

## Historie
Eskeris er første gang nævnt 1352 (Reg. cap.). Stednavnets forled henføres til gada. æski i betydning bevoksning af ask. Efterleddet henføres til røse og betegner måske en gravhøj. Adsbøl er første gang nævnt 1260 (Dipl. dan.), afledt af mandsnavn Atti. Navnet Løgtoft er første gang dokumenteret 1460. Løgtoft henføres til plantenavnet løg. Skræpperyde er første gang nævnt 1687. Navnet henføres til plantenavnet skræppe.
Kirken er viet Vor Frue og ligger højt tæt mod Sterup. Den er opført af kampesten og efter de rundbuede vinduer at dømme ikke senere bygget end i 1200-tallet. Det firekantede tårn er lige som koret opført af mursten. Under tårnet er et begravelseskapel fra 1797 for ejerne af Rundtoft, i en tilbygning fandtes et ligende for ejere fra Brunsholm. Altermaleriet viser nadverens indstiftelse. Orglet er fra 1824. Døbefonten er fra 1819. Kirkesproget var i indtil 1864 blandet dansk-tysk, skolesproget var dansk..

## Våben
Kommunevåben viser (som henvisning til bynavnet) et ask-træ samt en sølvfarvet månesegl med stjerne som symbol på Nyherredet.

## Billeder
- Eskeris Kirke
- Brunsholmgaard
- Nygaard gods (på tysk Frauenhof→ Fruegaard)